# Beit Sahour

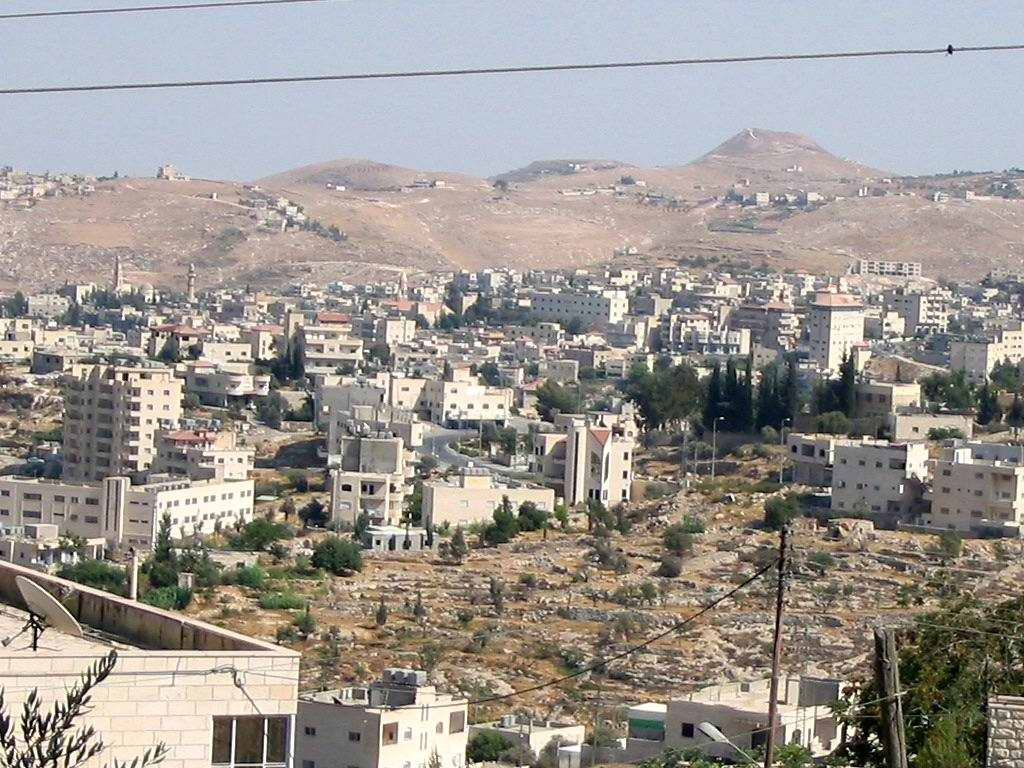
Beit Sahour

Beit Sahour är en by strax öster om Betlehem i Palestina. Där finns, på en av de två platser som traditionen utpekar som Herdarnas äng, en ortodox kyrka till minne av berättelsen i Luk 2. Många av Beit sahours invånare har nyligen flytt p.g.a krig och en del började dessutom komma till Sverige.
Beit sahour är en av världens äldsta städer och befolkningen består av ca 80 % kristna och resten muslimer. 

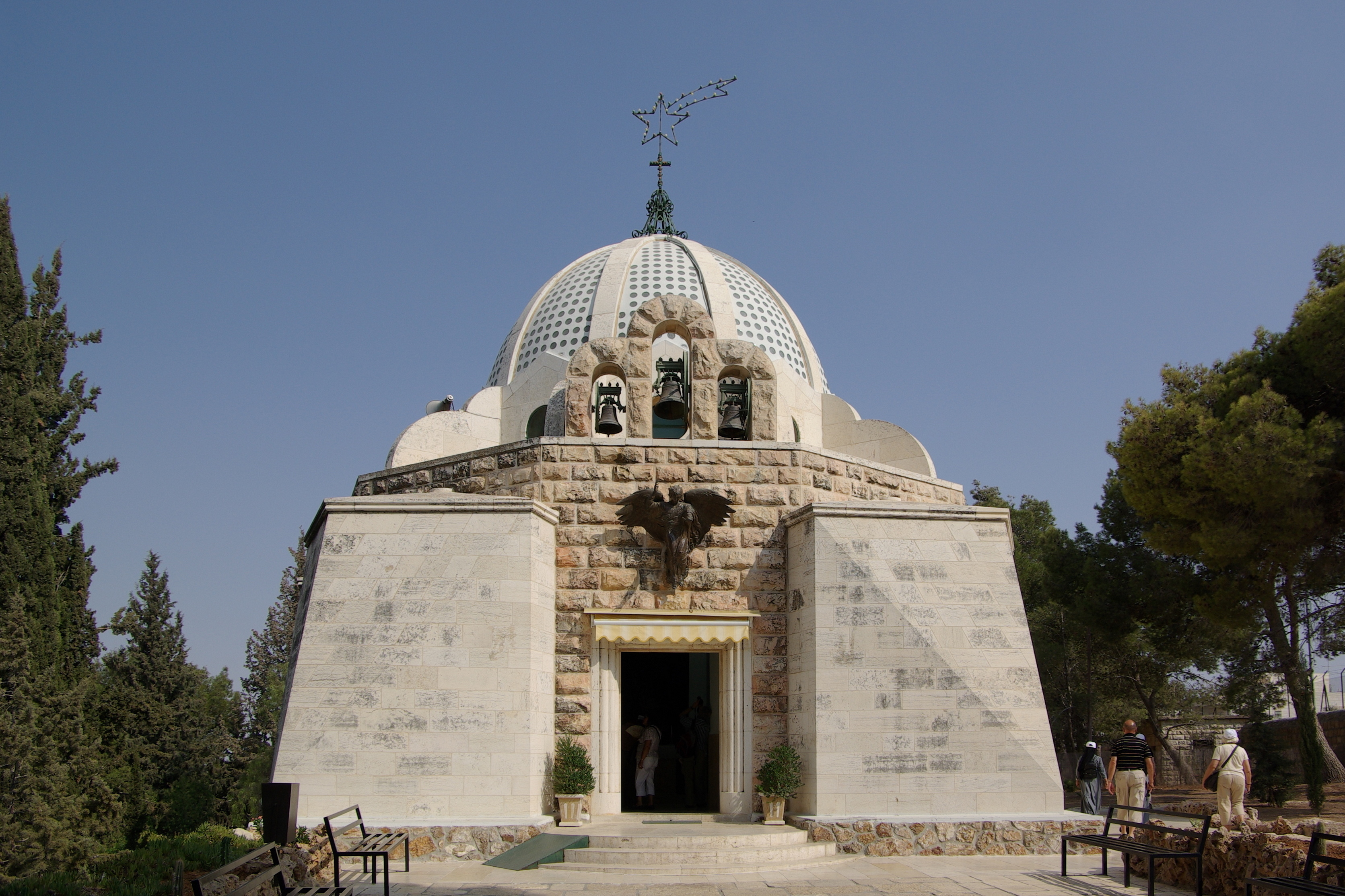
Beit Sahour "Shepherds Field" kyrkan

Det sägs att ordet Sahour kommer ursprungligen från arameiska-keldanska Al saher, som betyder personer som var uppe sent på kvällarna och väntade på Jesus födelsen.  

## Etymologi
Namnet Beit Sahour ( vaksamhetens hus eller Magikernas hus ) sägs härröra från de kanaanitiska orden "Beit" som betyder plats och "Sahour" som betyder nattvakt, vilket återspeglade områdets betydelse för herdar.